# Rohrdorf (Baden-Württemberg)
Rohrdorf è un comune tedesco di 1 950 abitanti, situato nel land del Baden-Württemberg.